# 저거목건
저거목건(沮渠牧犍, ? ~ 447년, 재위：433년 ~ 439년)은 중국 오호 십육국 시대의 북량의 3대 국왕이다.
시호는 애왕 저거무건(沮渠茂虔)으로 기록되기도 했다.

## 생애
저거몽손의 아들로, 의화(義和) 3년(433년) 저거몽손이 죽자, 왕위를 계승했다.
북위 태무제가 서역에 사신을 파견할 때, 저거목건에게 큰 도움을 얻자, 태무제는 그의 여동생을 후궁 중 하나인 우소의로 맞이했고
자신의 여동생을 저거목건이 왕후로 맞이하도록 했다. 그런데 439년 왕후 탁발씨가 저거목건과 통정하던 저거목건의 형수 이씨에 의해 독살되어
태무제가 이씨를 사사(賜死)토록 요구했으나 이를 거절했다. 분개한 태무제는 북량을 공격해, 439년 9월에 저거목건의 항복을 받아내었고 북량은 멸망했다.
저거목건은 북위로 끌려온 뒤로도 북위 황족에 준하는 대우로서 중용되었으나, 누군가의 밀고로 그가 항복 전에 고장에서 보물을 몰래 빼돌린 것이 알려져서 태무제는 저거목건의 여동생, 우소의를 포함한 모든 일족을 사사토록 했다.